# Poliodestra flavidentula
Poliodestra flavidentula är en fjärilsart som beskrevs av William Schaus 1903. Poliodestra flavidentula ingår i släktet Poliodestra och familjen nattflyn. Inga underarter finns listade i Catalogue of Life.